# Livia von Plettenberg
Livia von Plettenberg, oftmals auch Livia Plettenberg geschrieben (* 14. Juni 1988 in Wien) ist eine ehemalige österreichische Kickboxerin, Thaiboxerin und MMA-Kämpferin, die in den Jahren 2012 und 2013 kurzzeitig in den Vereinigten Staaten als MMA-Kämpferin im Strohgewicht in Erscheinung trat.
Heute ist die diplomierte Psychologin vor allem im CrossFit als Athletin und Trainerin aktiv und spielt auf Amateurebene American Football für die zweite Damenmannschaft der Danube Dragons, bei denen sie auch als Nachwuchstrainerin tätig ist.

## Leben und Karriere
Livia von Plettenberg wurde am 14. Juni 1988 in Wien geboren. Viele Jahre lang betrieb sie Springreiten und kam nur zufällig zum Kampfsport, nachdem sie im September 2009 eine Probestunde im Thaiboxen absolviert hatte. Da sie von dieser Sportart begeistert war, blieb sie dabei und gab das Springreiten auf. Bereits nach einem halben Jahr kämpfte sie ihr erstes Turnier, wobei die 1,57 m große Athletin mitunter auch gegen weitaus größere Gegnerinnen antrat. Bei einer Niederlage gegen eine 1,80 m große Gegnerin scherzte sie noch, dass der Größenunterschied im MMA nicht derart ausschlaggebend gewesen wäre und behielt diese stets im Hinterkopf. Etwa ein Jahr später begann sie mit ihrem Training im Brazilian Jiu-Jitsu, um sich auf eine MMA-Karriere vorzubereiten. In weiterer Folge trainierte sie auch noch Ringen. Nachdem sie in vielen verschiedenen Kampfsportzentren trainiert hatte, kam sie im September 2012 nach Portland im US-Bundesstaat Oregon, wo sie fortan im Team Quest unter Matt Lindland trainierte. Nebenbei trainierte sie aber weiterhin in verschiedenen Trainingsstätten weltweit. Als Kickboxerin absolvierte die Rechtsauslegerin im Laufe ihrer Karriere 18 offizielle Kämpfe, von denen sie zwölf gewann und sechs verlor. Im Jahre 2011 wurde sie WKF-Profi-Europameisterin K-1 in der Gewichtsklasse bis 53,2 kg und belegte in weiterer Folge in der WKF-Weltrangliste den zweiten Platz im K-1 bis 53,2 kg. 2012 belegte sie den ersten Platz bei der Vienna Brazilian Jiu Jitsu Open Championship; gleiche Erfolge gelangen ihr bei der Croatian Brazilian Jiu Jitsu Open Championship 2012, sowie bei der Insight Akxe Brazilian Jiu Jitsu Tournament 2012.
Am 3. Juni 2012 absolvierte von Plettenberg ihren ersten offiziellen MMA-Kampf, als sie bei der Veranstaltung WFC: Challengers 3 im Tennis Point Vienna gegen Fabienne Winzeler antrat. Diesen Debütkampf gewann die gebürtige Wienerin in weiterer Folge durch ein TKO. Im Januar 2013 erhielt sie einen Vertrag mit der Organisation Invicta FC, einer der führenden MMA-Organisationen für weibliche Kämpfer in den Vereinigten Staaten, und absolvierte gleich am 5. Januar 2013 ihren ersten Kampf. Bei der Veranstaltung Invicta FC 4: Esparza vs. Hyatt in der Memorial Hall in Kansas City, Kansas, traf sie auf die Schottin Joanne Calderwood. Als nach drei Runden noch immer keine Siegerin feststand, wurde per Punktentscheidung einstimmig zugunsten der schottischen Kämpferin entschieden. Rund ein halbes Jahr später absolvierte von Plettenberg ihren nächsten Kampf für Invicta. Nachdem sie anfangs gegen Laura Sanko antreten sollte, wurde dies jedoch noch vor dem Wettkampftag geändert, woraufhin die US-Amerikanerin Kathina Lowe ihre neue Kontrahentin wurde. Bei Invicta FC 6: Cyborg vs. Coenen 2, das am 13. Juli 2013 im Ameristar Casino Hotel in Kansas City, Missouri veranstaltet wurde, konnte sich die Österreicherin abermals nicht über drei Runden durchsetzen und musste auf das Ergebnis der Punktentscheidung warten. In diesem Fall fiel die Entscheidung einstimmig auf von Plettenberg, die damit ihren ersten Sieg bei Invicta feierte. Danach trat sie in keinem weiteren offiziellen Kampf mehr in Erscheinung und kehrte bald darauf wieder in ihr Heimatland zurück.
Zurück in Österreich zog sie sich weitgehend vom aktiven Kampfsport zurück und konzentrierte sich vermehrt auf die Fitnesstrainingsmethode bzw. den Wettkampfsport CrossFit, bei dem sie nicht nur als Athletin, sondern auch als Trainerin tätig wurde. Als Trainerin hält sie das CrossFit Level 2 Certificate und ist zudem als CrossFit Kids Coach zertifiziert. Ebenfalls nach ihrer aktiven Karriere beendete sie ein Psychologiestudium an der Universität Wien. Nebenbei ist von Plettenberg auch als American-Football-Spielerin aktiv und tritt als solche für die zweiten Herrenmannschaft sowie für die Damenmannschaft der Danube Dragons in Erscheinung. Bei dem Wiener Verein trainiert sie des Weiteren den vereinseigenen Nachwuchs.

## MMA-Kampfstatistik
| Ergebnis   | Gegner            | Siegart                        | Veranstaltung                     | Datum          |
| Sieg       | Kathina Lowe      | Punktentscheidung (einstimmig) | Invicta FC 6: Cyborg vs. Coenen 2 | 13. Juli 2013  |
| Niederlage | Joanne Calderwood | Punktentscheidung (einstimmig) | Invicta FC 4: Esparza vs. Hyatt   | 5. Januar 2013 |
| Sieg       | Fabienne Winzeler | TKO (Schläge)                  | WFC: Challengers 3                | 3. Juni 2012   |